# Гербовник Корєнича-Неорича

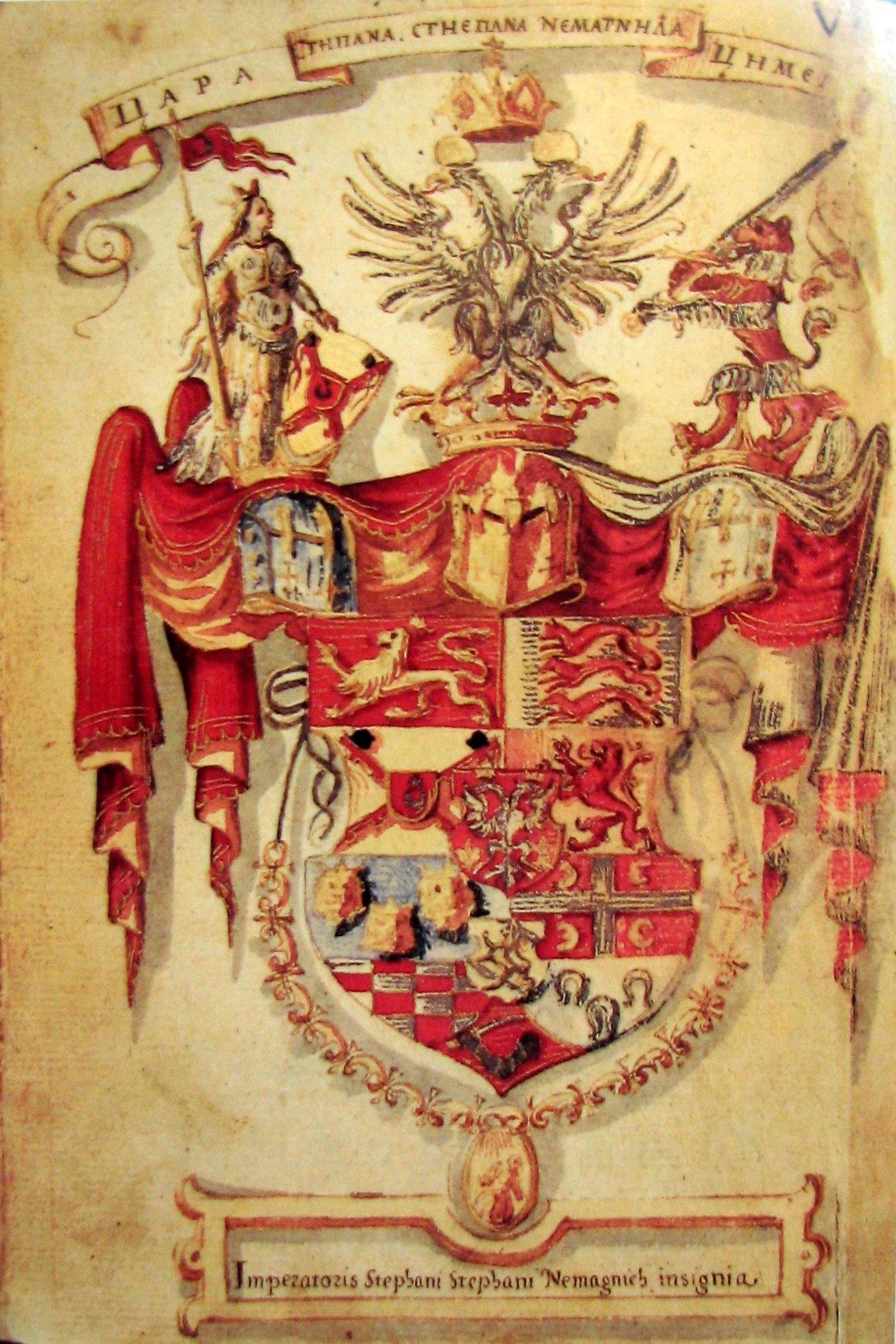
Атрибутований (вигаданий) герб царя Душана (правління 1331—1346), представлений у гербовнику. Поле поділено на дев'ять частин, які представляють герби Македонії, Славонії, Боснії, Болгарії, Далмації, Сербії, Хорватії, Рашії та Примор'я. Крім того, є два герби, призначені для відображення гербів династій Неманичів і Котроманичів.

Гербовник Корєнича-Неорича — копія 1595 року втраченого оригіналу герба Омучевича (Ohmućevićev grbovnik), створеного на замовлення Петара Охмучевича (помер у 1599 році), іспанського адмірала рагузького походження, в якийсь момент між 1584 і 1594 роками. Це приклад найдавнішої («міжконфесійної») форми ілліризму, яка сформувала ідеологічну основу для пізнішого піднесення південнослов'янського націоналізму в Південно-Східній Європі.
Герб поєднує в собі історичні (пізньосередньовічні) та вигадані герби, щоб створити поняття «Іллірійської імперії». Ця імперія точно збігалася зі сферою інтересів Іспанської імперії в Південно-Східній Європі того часу, а отже, і власної Петара. Особиста мета, яку переслідував Петар Охмучевич, полягала в підтвердженні його власного «іллірійського» шляхетства після того, як він піднявся до звання адмірала в іспанському флоті. Для того, щоб претендувати на отримання вищих лицарських орденів Габсбурзької Іспанії того часу, необхідно було довести походження від восьми шляхетних і суто католицьких прадідів. У 1594 році Охмучевичу було надано шляхетський статус, який вважається кінцевою датою герба. Отже, герб Омучевича можна вважати особистим проєктом походження або навіть шахрайством, оскільки він винайшов генеалогію, щоб претендувати на омріяний титул, але його вплив виявився величезним, ставши, як це сталося, основою південнослов'янського або геральдика «ілліристів» загалом. Важливим джерелом для геральдичних винаходів Охмучевича був Гербовник Вергілія Соліса (1555), який сам містить вигадані герби «іноземних королівств». Гербовник Корєнич-Неорича 1595 р. надруковано на папері у форматі 21 см х 14,5 см, на 168 арк. Гербовник Охмучевича є основним джерелом, використаним для Фойницького гербовника, який з цієї причини датується після 1595 р., ймовірно, до 1670-х років, а також пізніших гербів «ілліристів», складених у ранньомодерний період. Сьогодні герб зберігається в Національній та університетській бібліотеці в Загребі.